# 파베우 브로제크
파베우 우카시 브로제크(폴란드어: Paweł Łukasz Brożek ˈpavɛw ˈbrɔʐɛk[*], 1983년 4월 21일, 시비엥토크시스키에 주 키엘체 ~)는 폴란드의 전직 프로 축구 선수로, 현역 시절 스트라이커로 활약했다. 브로제크는 여러 연령대의 폴란드 청소년 국가대표팀에서 활약했다. 그는 2005년에 폴란드 국가대표팀 첫 경기를 치른 이래 30번이 넘는 경기에 출전했고, 2006년 월드컵과 유로 2012에 참가했다.

## 클럽 경력

### 초기 경력
파베우 브로제크는 키엘체 출신이다. 1992년, 그는 폴로니아 비아워곤 키엘체에서 쌍둥이 형제 피오트르와 함께 축구를 시작했다. 1998년, 그는 자브제로 이적해 자브제에서 계속 활동했다. 반 년 후, 그는 비스와 크라쿠프로 형제와 같이 이적했다.

### 비스와 크라쿠프
2001년 4월 8일, 그는 구르니크 자브제와의 경기에서 크라쿠프 소속으로 엑스트라클라사 첫 경기에 출전했다. 2001년 4월 21일, 그는 오드라 보지스와프와의 경기에서 엑스트라클라사 1호골을 기록했다. 2001년 5월, 브로제크는 비스와 크라쿠프와 10년짜리 새 계약서에 서명했다. 2000-01 시즌, 그는 비스와 크라쿠프에서 엑스트라클라사 우승을 달성했다. 2002년, 그는 I 리가의 ŁKS로 임대되었다. 반 년 후, 그는 비스와 크라쿠프로 복귀해 2002-03 시즌에 자신의 2번째 엑스트라클라사 우승을 경험했다. 2004년, 그는 카토비체로 1년 반 임대되었다. 그는 카토비체에서 독보적인 활약을 펼쳤다. 2004년 12월, 그는 쌍둥이 형제 피오트르와 함께 웨스트 햄 유나이티드 입단 시험을 보기도 했다.
2005년 1월, 파베우 브로제크는 그의 복귀를 희망했던 당시 비스와 크라쿠프 감독이던 베르너 리츠카의 부름을 받아 원 소속 구단으로 복귀했다. 브로제크는 2004-05 시즌에도 비스와 크라쿠프 소속으로 엑스트라클라사를 우승했다. 2005-06 시즌, 그는 비스와 크라쿠프 1군의 주전으로 도약했다. 이후, 그는 30번의 경기에서 13골을 기록했다. 2006-07 시즌, 브로제크는 UEFA컵에서 선전했는데, 낭시, 바젤, 그리고 페예노르트와의 조별 리그 경기에서 4번 골망을 흔들었다. 2007-08 시즌, 브로제크는 27번의 경기에서 23골을 기록해 비스와 크라쿠프의 우승을 견인했다. 그는 2007-08 시즌에 엑스트라클라사 득점왕으로도 등극했다. 2008-09 시즌, 그는 비스와 크라쿠프 소속으로 본인 통산 6번째 엑스트라클라사를 우승했고, 엑스트라클라사 득점왕으로 2년 연속 등극했다. 그 다음 시즌인 2009-10 시즌, 브로제크는 소속 구단을 득점과 도움 부문에서 리그 1위로 올렸지만, 비스와 크라쿠프는 리그 준우승으로 만족해야 했다.

### 트라브존스포르
2011년 1월, 파베우 브로제크는 쌍둥이 형제 피오트르와 함께 튀르키예 쉬페르리그의 트라브존스포르와 2년 반 계약을 맺고 비스와 크라쿠프에서 비공개 이적료로 입단했다. 브로제크는 2011년 1월 26일, 베식타시와의 튀르키예 쿠파스 경기에서 트라브존스포르 신고식을 치렀고, 알란지뉴의 골을 발꿈치로 건네 도왔다. 2010-11 시즌 쉬페르리그에서, 그는 2골 2도움을 기록해 소속 구단의 준우승에 일조했다. 그러나, 그 다음 시즌, 브로제크는 트라브존스포르 주전 입지가 흔들렸는데, 이는 튀르키예 국가대표팀 부라크 이을마즈의 존재로 인한 결과로, 셰놀 귀네슈 감독이 스트라이커를 1명 배치하는 체계를 선호한 데 있었다.

### 셀틱 임대
2012년 1월 29일, 브로제크는 스코티시 프리미어리그의 셀틱으로 트라브존스포르에서 시즌 말까지 임대되기로 합의를 보았고, 이후 의료검진을 받았다. 이튿날, 그는 의료검진을 통과한 후 계약서에 서명했다. 그는 등번호 17번을 받았다. 2012년 2월 8일, 그는 4-0으로 이긴 하트 오브 미들로디언과의 스코티시 프리미어리그 경기에서 후반전에 스콧 브라운과 교체되어 들어가 첫 경기를 치렀다. 그는 총 3번의 경기에 출전했고, 소속 구단은 리그 우승을 거두었지만, 자신은 무득점으로 그쳤다. 브로제크의 셀틱 임대 계약이 만료되면서, 그는 닐 레넌 감독을 "...제게 무언가를 약속했지만, 이후 전혀 다른 일이 일어났습니다. 저는 많은 기회를 잡지 못했고, 별 소득 없이 끝났습니다"라고 비난했다.

### 레크레아티보
2012년 8월, 브로제크는 스페인 2부 리그의 레크레아티보로 이적했다. 브로제크는 그리 많은 출전 기회를 잡지 못했고, 소속 구단은 승격권 근처에 접근조차 못했고, 결국 리그를 13위로 마감했고, 브로제크 자신도 18번의 리그 경기에 출전해 2골로 마쳤다. 2013년 6월, 브로제크가 레크레아티보를 퇴단할 것임이 밝혀졌다.

### 비스와 크라쿠프 복귀
2013년 7월 23일, 브로제크가 비스와 크라쿠프의 의료 검진을 받고 친정 구단으로의 복귀를 노리고 있는 것으로 밝혀졌다. 계약 협상을 통해 급여를 삭감했고, 대신 승리와 득점 수당을 더 받게 되었다. 1주 후, 브로제크의 이적이 확정되었다.
2014년 5월 3일, 그는 포곤 슈체친과의 경기에서 해트트릭을 완성했고, 자신의 엑스트라클라사 100호골도 돌파했는데, 그가 이 업적을 이루기 전까지 227번의 경기에 출전했다.
브로제크는 2019-20 시즌을 끝으로 은퇴했다.

## 국가대표팀 경력

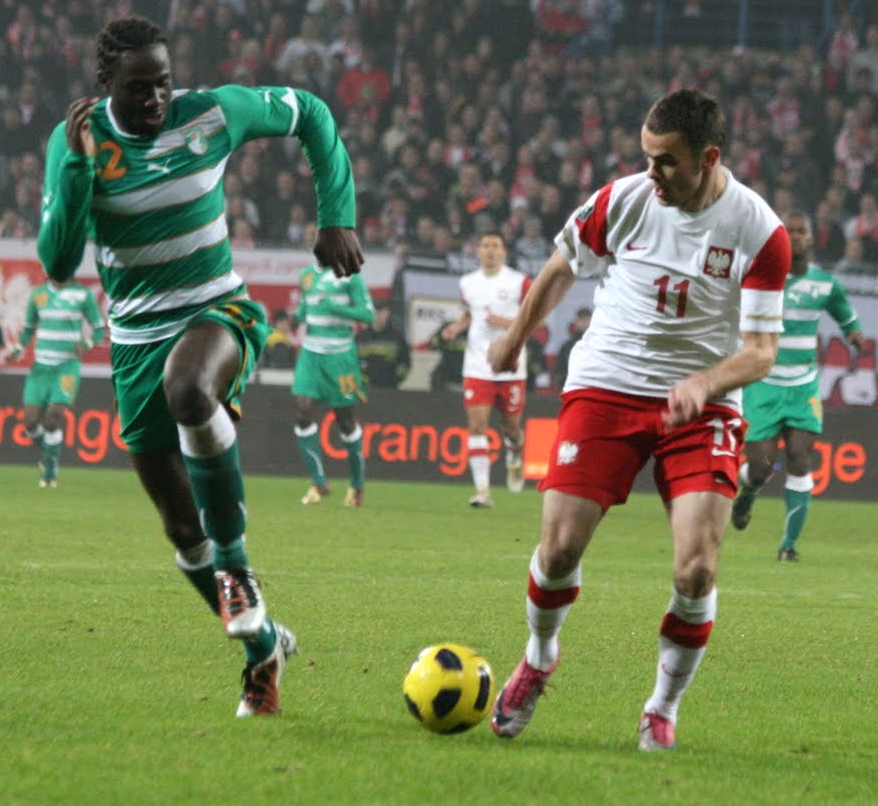
코트디부아르전에 출전한 브로제크

1999년, 그는 U-17 세계 선수권 대회에 출전했다. 2000년, 브로제크는 2000년 유럽 U-16 선수권 대회에 출전했다. 브로제크는 U-17 국가대표팀 시절에 2000년 바츨라프 예제크 대회를 우승했고, 6골로 대회 득점왕에 등극했다. 2001년, 그는 U-18 국가대표팀 일원으로 유럽 U-18 선수권 대회 우승을 거두었다. 그는 주전 선수로 대회 전 경기에 출전했다. 그는 선수단 최연소 선수였다. 당시 폴란드 U-18 선수단 나머지 선수들은 1982년생이었지만, 브로제크만 1983년생이었다. 그는 2004년부터 2006년까지의 유럽 U-21 선수권 대회 예선전에서도 맹활약하며 8번의 경기에서 9골을 기록했다.
브로제크는 2005년에 폴란드 성인 국가대표팀 경기에 처음 출전했고, 멕시코를 상대한 이 경기에서 득점도 기록했다. 그는 독일에서 열린 2006년 월드컵에 참가할 23인 최종 명단에 이름을 올렸는데, 0-2로 패한 에콰도르와의 경기에서 교체로 들어가 왼발로 골망을 노렸지만, 골대만 강타했다.
2012년 5월, 그는 유로 2012를 앞두고 폴란드 선수단의 23인 최종 명단에 이름을 올렸다. 브로제크는 대회 본선에서 조별 리그 2경기에 출전했다. 그는 이후 국가대표팀에서 은퇴를 공식 선언하지 않았지만, 2014년을 끝으로 국가대표팀과 더 이상 연을 맺지 못했다.

## 사생활
그의 쌍둥이 형제 피오트르도 전직 축구 선수이다.

## 경력 통계

### 클럽
| 구단            | 시즌      | 리그                  | 리그 | 리그 | 컵   | 컵 | 유럽 | 유럽 | 기타 | 기타 | 합계 | 합계 |
| 구단            | 시즌      | 리그명                | 출장 | 골   | 출장 | 골 | 출장 | 골   | 출장 | 골   | 출장 | 골   |
| --------------- | --------- | --------------------- | ---- | ---- | ---- | -- | ---- | ---- | ---- | ---- | ---- | ---- |
| 비스와 크라쿠프 | 1999–2000 | 엑스트라클라사        | 0    | 0    | 0    | 0  | –    | –    | 31   | 0    | 3    | 0    |
| 비스와 크라쿠프 | 2000–01   | 엑스트라클라사        | 8    | 1    | 0    | 0  | 0    | 0    | 1    | 0    | 9    | 1    |
| 비스와 크라쿠프 | 2001–02   | 엑스트라클라사        | 3    | 0    | 3    | 1  | 0    | 0    | 0    | 0    | 6    | 1    |
| 비스와 크라쿠프 | 2002–03   | 엑스트라클라사        | 5    | 0    | 3    | 2  | 1    | 1    | –    | –    | 9    | 3    |
| 비스와 크라쿠프 | 2003–04   | 엑스트라클라사        | 8    | 2    | 0    | 0  | 2    | 0    | –    | –    | 10   | 2    |
| 비스와 크라쿠프 | 2004–05   | 엑스트라클라사        | 9    | 0    | 5    | 2  | –    | –    | 0    | 0    | 14   | 2    |
| 비스와 크라쿠프 | 2005–06   | 엑스트라클라사        | 30   | 13   | 4    | 2  | 4    | 1    | –    | –    | 38   | 16   |
| 비스와 크라쿠프 | 2006–07   | 엑스트라클라사        | 23   | 7    | 2    | 1  | 6    | 4    | 61   | 3    | 37   | 15   |
| 비스와 크라쿠프 | 2007–08   | 엑스트라클라사        | 27   | 23   | 6    | 3  | –    | –    | 21   | 0    | 35   | 26   |
| 비스와 크라쿠프 | 2008–09   | 엑스트라클라사        | 27   | 19   | 3    | 2  | 6    | 3    | 0    | 0    | 36   | 24   |
| 비스와 크라쿠프 | 2009–10   | 엑스트라클라사        | 25   | 10   | 3    | 0  | 2    | 0    | 12   | 0    | 31   | 10   |
| 비스와 크라쿠프 | 2010–11   | 엑스트라클라사        | 13   | 6    | 1    | 1  | 4    | 3    | –    | –    | 18   | 10   |
| 비스와 크라쿠프 | 합계      | 합계                  | 178  | 81   | 30   | 14 | 25   | 12   | 13   | 3    | 246  | 110  |
| ŁKS (임대)      | 2001–02   | I 리가                | 8    | 0    | –    | –  | –    | –    | –    | –    | 8    | 0    |
| 카토비체 (임대) | 2003–04   | 엑스트라클라사        | 8    | 3    | 2    | 0  | –    | –    | –    | –    | 10   | 3    |
| 카토비체 (임대) | 2004–05   | 엑스트라클라사        | 12   | 2    | 4    | 1  | –    | –    | –    | –    | 16   | 3    |
| 카토비체 (임대) | 합계      | 합계                  | 20   | 5    | 6    | 1  | –    | –    | –    | –    | 26   | 6    |
| 트라브존스포르  | 2010–11   | 쉬페르리그            | 12   | 2    | 1    | 0  | –    | –    | –    | –    | 13   | 2    |
| 트라브존스포르  | 2011–12   | 쉬페르리그            | 7    | 1    | 0    | 0  | 4    | 0    | –    | –    | 11   | 1    |
| 트라브존스포르  | 합계      | 합계                  | 19   | 3    | 1    | 0  | 4    | 0    | –    | –    | 24   | 3    |
| 셀틱            | 2011–12   | 스코티시 프리미어리그 | 3    | 0    | 0    | 0  | –    | –    | –    | –    | 3    | 0    |
| 레크레아티보    | 2012–13   | 세군다 디비시온       | 18   | 2    | 1    | 0  | –    | –    | –    | –    | 19   | 2    |
| 비스와 크라쿠프 | 2013–14   | 엑스트라클라사        | 33   | 17   | 2    | 1  | –    | –    | –    | –    | 35   | 18   |
| 비스와 크라쿠프 | 2014–15   | 엑스트라클라사        | 35   | 15   | 0    | 0  | –    | –    | –    | –    | 35   | 15   |
| 비스와 크라쿠프 | 2015–16   | 엑스트라클라사        | 29   | 14   | 1    | 0  | –    | –    | –    | –    | 30   | 14   |
| 비스와 크라쿠프 | 2016–17   | 엑스트라클라사        | 31   | 6    | 2    | 1  | –    | –    | –    | –    | 33   | 7    |
| 비스와 크라쿠프 | 2017–18   | 엑스트라클라사        | 17   | 1    | 2    | 0  | –    | –    | –    | –    | 18   | 5    |
| 비스와 크라쿠프 | 2018–19   | 엑스트라클라사        | 14   | 2    | 1    | 0  | –    | –    | –    | –    | 18   | 5    |
| 비스와 크라쿠프 | 2019–20   | 엑스트라클라사        | 19   | 8    | 0    | 0  | –    | –    | –    | –    | 18   | 5    |
| 비스와 크라쿠프 | 합계      | 합계                  | 178  | 63   | 8    | 2  | –    | –    | –    | –    | 186  | 65   |
| 경력 합계       | 경력 합계 | 경력 합계             | 424  | 154  | 46   | 17 | 29   | 12   | 13   | 3    | 512  | 186  |

1 엑스트라클라사 컵 출전 경기 기록.

2 수페르포하르 폴스키 출전 경기 기록.

### 국가대표팀

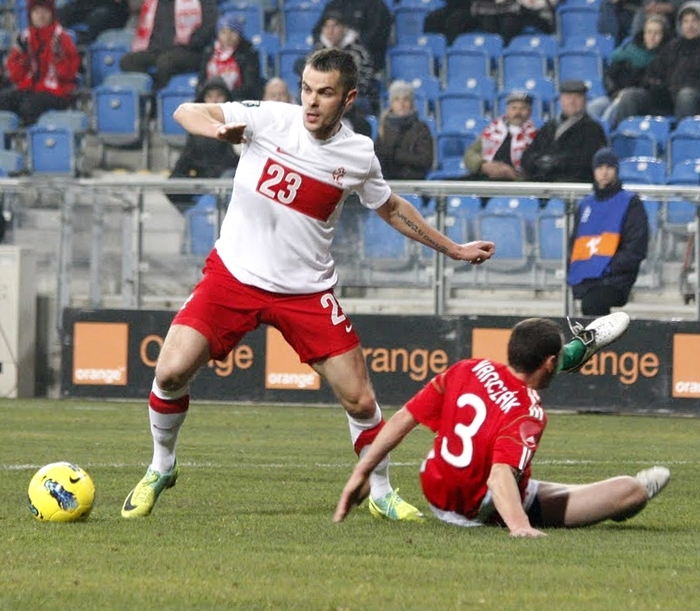
폴란드 국가대표팀의 브로제크

| 국가대표팀 | 연도 | 출장 | 골 |
| ---------- | ---- | ---- | -- |
| 폴란드     | 2005 | 2    | 1  |
| 폴란드     | 2006 | 5    | 0  |
| 폴란드     | 2007 | 2    | 0  |
| 폴란드     | 2008 | 5    | 1  |
| 폴란드     | 2009 | 6    | 1  |
| 폴란드     | 2010 | 3    | 2  |
| 폴란드     | 2011 | 9    | 3  |
| 폴란드     | 2012 | 4    | 0  |
| 폴란드     | 2013 | 1    | 0  |
| 폴란드     | 2014 | 1    | 1  |
| 합계       | 합계 | 38   | 9  |

### 국가대표팀 득점 기록
아래의 점수에서 왼쪽의 점수가 폴란드의 득점이며, 점수 열은 브로제크의 득점 상황을 나타낸다.
| #  | 날짜             | 경기장                                              | 상대                  | 점수 | 결과 | 대회                 |
| -- | ---------------- | --------------------------------------------------- | --------------------- | ---- | ---- | -------------------- |
| 1. | 2005년 4월 27일  | 미국 시카고 솔저 필드                               | 멕시코                | 1–1  | 1–1  | 친선경기             |
| 2. | 2008년 10월 11일 | 폴란드 호주프 실롱스키 경기장                       | 체코                  | 1–0  | 2–1  | 2010년 월드컵 예선전 |
| 3. | 2009년 2월 7일   | 포르투갈 빌라 헤알 드 산투 안토니우 VRSA 종합운동장 | 리투아니아            | 1–0  | 1–1  | 친선경기             |
| 4. | 2010년 12월 10일 | 튀르키예 안탈리아 마르단 종합운동장                 | 보스니아 헤르체고비나 | 1–0  | 2–2  | 친선경기             |
| 5. | 2010년 12월 10일 | 튀르키예 안탈리아 마르단 종합운동장                 | 보스니아 헤르체고비나 | 2–1  | 2–2  | 친선경기             |
| 6. | 2011년 6월 5일   | 폴란드 바르샤바 폴란드 육군 경기장                  | 아르헨티나            | 2–1  | 2–1  | 친선경기             |
| 7. | 2011년 9월 2일   | 폴란드 바르샤바 폴란드 육군 경기장                  | 멕시코                | 1–0  | 1–1  | 친선경기             |
| 8. | 2011년 11월 15일 | 폴란드 포즈난 시립 경기장                           | 헝가리                | 1–0  | 2–1  | 친선경기             |
| 9. | 2014년 1월 20일  | 아랍에미리트 아부다비 자예드 종합운동장             | 몰디브                | 1–0  | 1–0  | 친선경기             |

## 수상
비스와 크라쿠프 U-19

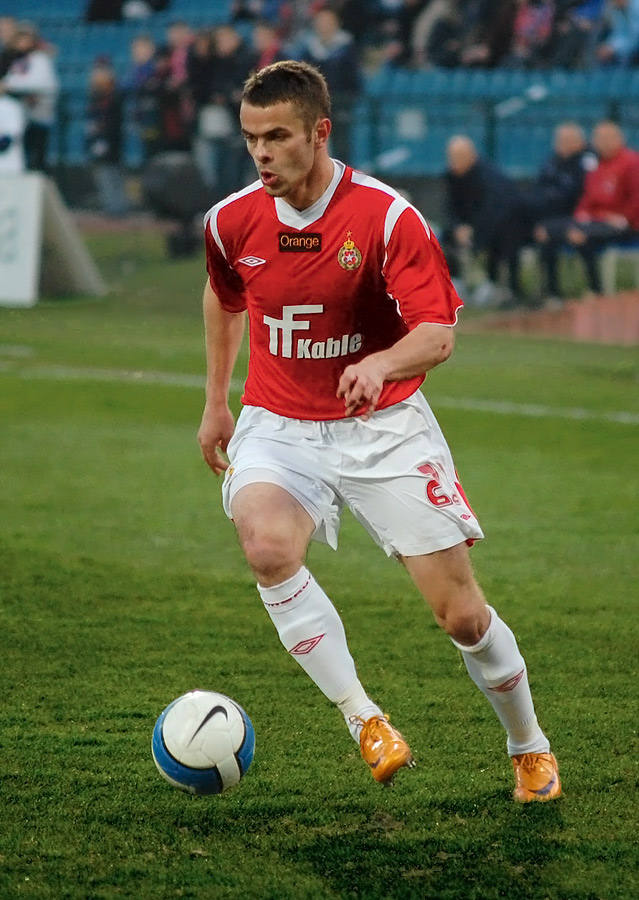
비스와 크라쿠프의 브로제크

- 폴란드 U-19 선수권 대회: 2000

비스와 크라쿠프
- 엑스트라클라사: 2000–01, 2002–03, 2003–04, 2004–05, 2007–08, 2008–09, 2010–11
- 푸하르 폴스키: 2001–02, 2002–03
- 푸하르 리기 폴스키에이: 2000–01
- 수페르푸하르 폴스키: 2001

폴란드 U-18
- 유럽 U-18 선수권 대회: 2001[46]

개인
- 엑스트라클라사 최다 득점자: 2007–08, 2008–09
- 올해의 국내 선수: 2008
- 엑스트라클라사 올해의 선수: 2008–09
- 엑스트라클라사 명예의 전당: 2023[47]